# Port Richey
Port Richey är en ort i Pasco County i Florida. Vid 2020 års folkräkning hade Port Richey 3 052 invånare.